# آرئی‌سی
آرئی‌سی (انگلیسی: REC) شرکت دولتی خدمات مالی هندی است، که در سال ۱۹۶۹ تأسیس شد.